# Comitê Olímpico das Bahamas
O Comitê Olímpico das Bahamas, anteriormente Associação Olímpica das Bahamas (código do COI: BAH), é o Comitê Olímpico Nacional que representa as Bahamas. O comitê desempenha o papel de Associação dos Jogos da Commonwealth para a nação insular. Foi criado em 1952 e reconhecido pelo Comitê Olímpico Internacional no mesmo ano.

## História
A associação nacional de netball integrava o rol de organizações membros do Comitê Olímpico das Bahamas em 1969.